# بخش فارسی صدای آمریکا
بخش فارسی صدای آمریکا (VOA-PNN) رسانه دولتی و بین المللی ایالات متحده آمریکا به زبان فارسی بود.

## پیشینه
نخستین بار از روز پنجشنبه ۲۲ نوامبر ۱۹۷۹ (اول آذر ۱۳۵۸ خورشیدی) با روزانه نیم ساعت پخش رادیویی آغاز به کار کرد. پخش تلویزیونی برنامه‌ها از روز جمعه ۱۸ اکتبر ۱۹۹۶ (بیست و هفت مهر ۱۳۷۵ خورشیدی) با یک ساعت پخش زنده روزانه تحت عنوان شبکهٔ خبری فارسی صدای آمریکا (به انگلیسی: Voice of America - Persian News Network) ممکن شد.

## مدیران

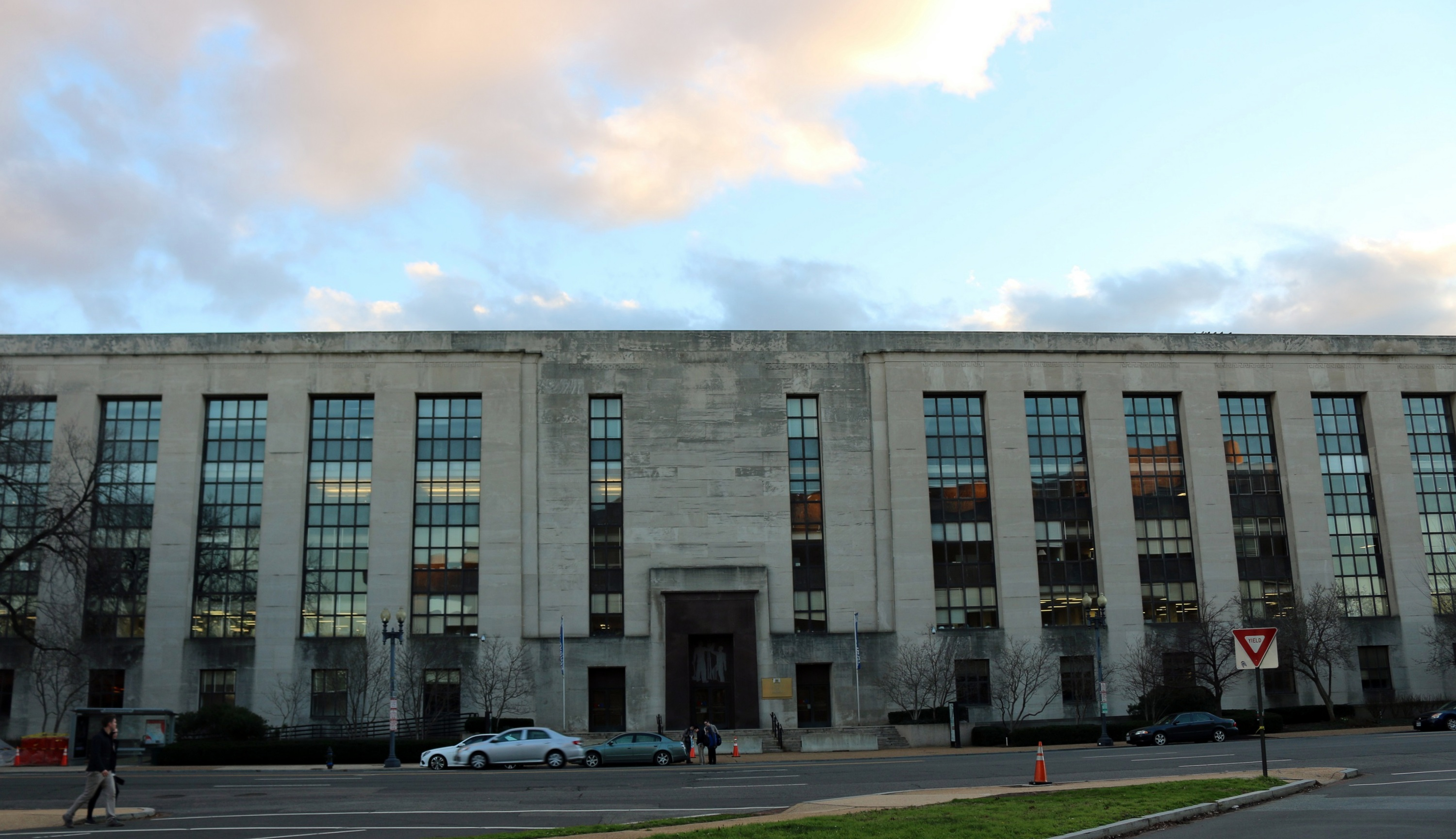
بخش فارسی «صدای آمریکا» در ساختمان اصلی این سازمان در واشینگتن دی. سی قرار دارد.

نخستین مدیر بخش فارسی صدای آمریکا احمدرضا بهارلو بود. از کسانی که درسال‌های اخیر این مسئولیت را بر عهده داشته‌اند می‌توان به کامبیز محمودی، شیلا گنجی، بهروز عباسی، الکس بلیدا و رامین عسگرد اشاره کرد. آخرین مدیر بخش فارسی صدای امریکا ستاره درخشش بود که از ابتدای سال ۲۰۲۱ بازنشسته شد و از این بخش رفت.
م

## برنامه‌ها
این تلویزیون هر روز هفته به مدت ۵ ساعت برنامه پخش می‌کند و تکرار این برنامه‌ها تا ۱۹ ساعت پس از پایان برنامه‌های زنده ادامه دارد. (به استثنای روزهای شنبه و یکشنبه) برنامه‌های شبکهٔ خبری فارسی صدای آمریکا در بهار و تابستان از ساعت ۱۹الی ۲۴ به وقت تهران(۱۰:۳۰ الی ۱۵:۳۰ به وقت واشینگتن) و در پاییز و زمستان از ساعت ۱۸ الی ۲۳ به وقت تهران(۰۹:۳۰ الی ۱۴:۳۰ به وقت واشینگتن) پخش می‌شود. برنامه‌های زنده بر روی امواج رادیویی نیز قابل دریافت هستند.

### گزیده خبرها

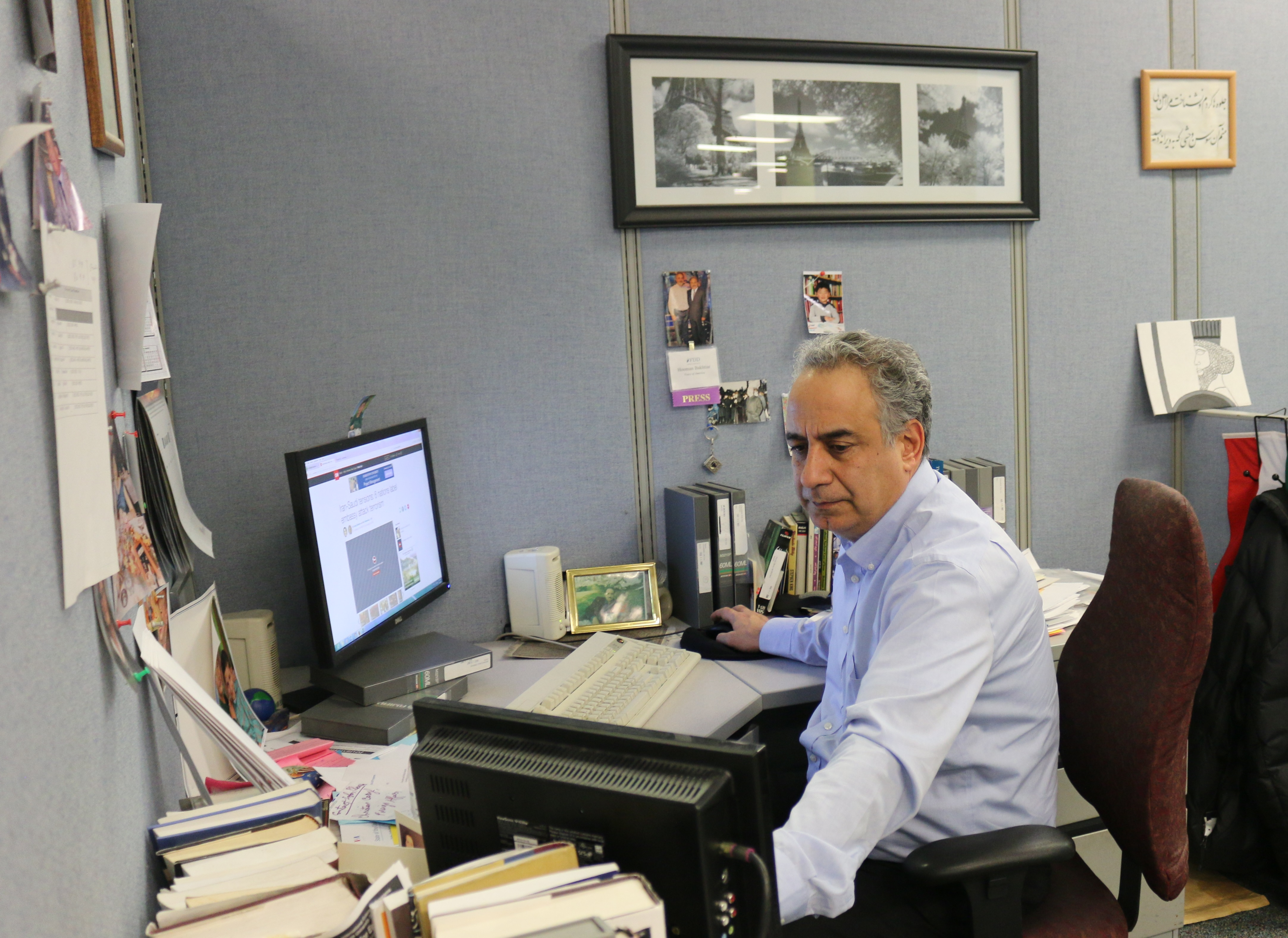
هومان بختیار، یکی از تهیه‌کنندگان بخش فارسی تلویزیون «صدای آمریکا».

گزیده خبرها به میزبانی الناز کیانی و ماندانا تدین اولین برنامه صدای آمریکا است که به مدت ۱۵ دقیقه به چکیدهٔ آخرین اخبار و رویدادهای روز می‌پردازد. (این برنامه دیگر پخش نمی‌شود)

### اخبار
شامل سه بخش اخبار شامگاهی و شبانگاهی و ساعت خبر است. مجله خبری اصلی این شبکه‌است و تازه‌ترین رویدادهای سیاسی، ورزشی، اقتصادی، هنری وعلمی را پوشش می‌دهد. این برنامه در سه نوبت هرکدام نیم ساعت به صورت زنده پخش می‌شود. مجری این برنامه بیش تر روزها نگار محمدی، علی جوانمردی و پیام یزدیان هستند. کوروش صحتی، آرش سیگارچی و مسعود سفیری از برنامه‌سازان بخش ایران این مجموعه خبری هستند. علی عمادی خبرهای ورزشی را مرور می‌کند.

### روی خط
روی خط چهار روز هفته از دوشنبه تا جمعه به مدت ۶۰ دقیقه به میزبانی مسعود سفیری و رزیتا ایراندوست، به بررسی موضوعی خاص در ارتباط با ایران، آمریکا و جهان می‌پردازد و به پخش تماس‌های تلفنی و خواندن ایمیل‌های مخاطبان اختصاص دارد. این برنامه به جای میزگردی با شما روی آنتن می‌رود.

### خیابان زندگی
خیابان زندگی به میزبانی حمیده آرمیده برنامه ای هفتگی است که به بررسی مشکلات و دغدغه‌های اجتماعی و سیاسی در ایران اختصاص دارد و در کنار آن دارای بخش خبری و گفتگو با چهره‌های موفق نیز هست.

### افق
افق چهار روز هفته از دوشنبه تا پنجشنبه به مدت نیم ساعت به میزبانی سیامک دهقان‌پور به بررسی موضوعات سیاسی با حضور کارشناسان مختلف می‌پردازد.

### تفسیر خبر
تفسیر خبر برنامه پرطرفدار این شبکه بود که در روزهای جمعه، شنبه و یکشنبه به مدت نیم ساعت به بررسی عمیق‌تر خبرها می‌پرداخت. در پی بروز اختلافات داخلی، جمشید چالنگی از صدای آمریکا اخراج شده و برای مدتی مجریان متفاوتی از جمله سیاوش سعادتیان و علی جوانمردی اجرای تفسیر خبر را بر عهده گرفتند. علیرضا نوری زاده و محسن سازگارا مهمانان جمعه شب‌های این برنامه بودند؛ ولی با کنار گذاشتن محسن سازگارا از این برنامه و پس از آن با قطعی شدن حکم جمشید چالنگی و تعلیق او از کار در صدای آمریکا، علیرضا نوری زاده نیز از شرکت در برنامه خودداری کرد. در حال حاضر و از سال ۱۳۹۰ برنامه افق به‌طور کامل جای برنامه تفسیر خبر را گرفته‌است.

### شباهنگ
شباهنگ برنامه‌ای تفریحی است که به مدت ۴۵ دقیقه به پوشش مسائل سیاسی، فرهنگی و هنری به ویژه دنیای سینما و موسیقی می‌پردازد. لونا شاد از مجریان محبوب این برنامه در پاییز ۱۳۸۷ به دلیل آنچه که آن را مدیریت نادرست واعمال تبعیض میان کارمندان خواند از صدای آمریکا جدا شد. در حال حاضر بهنود مکری، ماندانا تدین و پریسا فرهادی از گردانندگان و مجریان این برنامه هستند. سارا دهقان تهیه بخش ادبی برنامه شباهنگ را بر عهده دارد و در روزهایی از هفته شباهنگ را اجرا می‌کند. حامد بهروان و آرش علایی در برنامه‌ای تحت عنوان کافی شاپ تازه‌های فناوری را معرفی می‌کنند. بهنام ناطقی از محبوب‌ترین گزارشگران هنری شباهنگ است و به معرفی و نقد فیلم می‌پردازد.

### آنتن
برنامه هفتگی طنز با محوریت سیاست که مجریان آن آرش سبحانی و سامان اربابی هستند.

### دو روز اول
دو روز اول شنبه و یکشنبه هرهفته به گفتگو با چهره‌های سرشناس و مشهور می‌پردازد. پیشتر اجرای این برنامه را بیژن فرهودی بر عهده داشت. (این برنامه دیگر پخش نمی‌شود)

### حساب و کتاب
برنامه‌ای است اقتصادی که هر هفته روزهای جمعه پخش می‌شود و به بررسی و تحلیل رویدادهای اقتصادی ایران می‌پردازد. (این برنامه دیگر پخش نمی‌شود)

### برنامه صفحه آخر
این برنامه توسط مهدی فلاحتی اجرا می‌شود.

## اجازه‌نامه
تمامی تصاویر، فیلم‌ها و متونی که به انحصار توسط صدای آمریکا تهیه می‌شوند، تحت مالکیت عمومی هستند و امکان بازنشر آن‌ها در وبگاه‌ها با توجه به قوانین آمریکا وجود دارد.

## انتقادها
در ۲۷ مه ۲۰۲۰ برایان هوک رئیس گروه اقدام ایران در وزارت خارجهٔ آمریکا طی یادداشتی در روزنامهٔ نیویورک پست، به سیاست‌های جاری بخش فارسی صدای آمریکا انتقاد کرد. به گفتهٔ هوک «بینندگان ایرانی می‌گویند این شبکه که بودجهٔ آن از جیب مالیات‌دهندگان آمریکایی تأمین می‌شود بیشتر صدای مُلاهاست تا صدای آمریکا». او در بخشی از این مقاله، به صحبت‌های یکی از کارمندان بخش فارسی صدای آمریکا با وال‌استریت جورنال استناد کرده که گفته‌است: «این شبکه اغلب از پخش انتقادها در مورد حکومت ایران جلوگیری می‌کند.» هوک همچنین از بخش فارسی صدای آمریکا به‌خاطر پخش مستندهای حیات وحش به‌جای پوشش موضوع مهمی مثل اعتراضات آبان ۱۳۹۸ ایران ابراز ناراحتی کرده‌است.

## بسته شدن
پخش برنامه‌های این شبکه از ۱۶ مارس ۲۰۲۵ پیرو دستور دونالد ترامپ برای قطع بودجه رسانه‌هایی که با بودجه دولت آمریکا فعالیت دارند متوقف شد.